# 두춘
두춘(중국어: 杜淳, 병음: Dù Chún, 한자음: 두순, 1981년 5월 22일 ~ )은 중국의 배우이다. 허베이성 싱타이시에서 태어난 후이족 사람이다.

## 출연작

### 드라마
- 2011년 중국중앙텔레비전 제일특약극장 《진시황의 진용》 - 몽천방 역
- 2012년 동방 위성 텔레비전 동방극장 《아적경제적용남》 - 핑쥐하오 역
- 2012년 후난위성텔레비전 금응독파극장 《궁쇄주렴》 - 윤려 역
- 2013년 동방 위성 텔레비전 동방극장 《수당연의》 - 당 태종 역
- 2013년 저장 위성 텔레비전 중국람극장 《연애적나점사》 - 린즈펑 역
- 2014년 후난위성텔레비전 금응독파극장 《미인제조》 - 설소 역
- 2014년 베이징 텔레비전 품질극장 《청년의생》 - 핑레이 역
- 2015년 후난위성텔레비전 찬석독파극장 《대한정연지운중가》 - 맹각 역
- 2015년 후난위성텔레비전 금응독파극장 《빙여화적청춘》 - 뤄하오 역
- 2017년 장쑤 위성 텔레비전 행복극장 《유화보병영》 - 린하오난 역
- 2017년 아이치이 웹드라마 《구주해상목운기》 - 노연경 역
- 2019년 아이치이 웹드라마 《무주지성》 - 뤄난 역
- 2020년 아이치이 웹드라마 《변변불시해당홍》 - 원소적 역
- 2021년 후난위성텔레비전 금응독파극장 《이상조요중국》 - 왕백상 역
- 2021년 동방 위성 텔레비전 동방극장 《사랑, 그 어디쯤 : 아시진적애니》 - 모빙 역